# Lundby (Vordingborg)
Lundby is een plaats in de Deense regio Seeland, gemeente Vordingborg. De plaats telt 987 inwoners (2008).

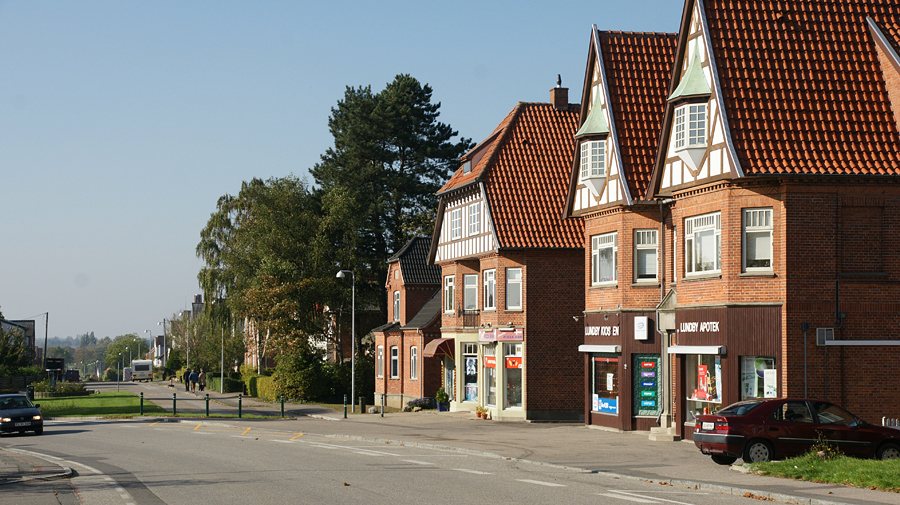
Lundby Hovedgade

- Bibliothèque nationale de France: cb12506988g (data)
- Virtual International Authority File: 2144648122375640524